# Жынгылдытогай
Жынгылдытогай (каз. Жыңғылдытоғай, до 2002 г. — Кызыласкер) — село в Байганинском районе Актюбинской области Казахстана. Входит в состав Кольтабанского сельского округа. Код КАТО — 153641500.

## Население
В 1999 году население села составляло 189 человек (100 мужчин и 89 женщин). По данным переписи 2009 года, в селе проживали 142 человека (69 мужчин и 73 женщины).